# Listes d'ouvrages de référence sur l'Amérique précolombienne classés par auteur
Cet article contient une liste des ouvrages de référence sur l'Amérique précolombienne classés par auteur.

Voir aussi :
- la liste des ouvrages par thème ;
- la liste de romans sur l'Amérique précolombienne classés par auteur ;
- la liste de romans sur l'Amérique précolombienne classés par titres.

- Haut – A
- B
- C
- D
- E
- F
- G
- H
- I
- J
- K
- L
- M
- N
- O
- P
- Q
- R
- S
- T
- U
- V
- W
- X
- Y
- Z

Nota beneLes ouvrages ci-dessous avec le logo  sont des ouvrages de références dans un domaine particulier et ceux avec le logo  sont référencés dans la catégorie Ouvrage sur l'Amérique précolombienne. 
Les titres de paragraphes servent d'ancres, dans la page de chaque auteur, dans la sous-section Publications.
Attention : N'oubliez pas d'insérer le modèle {{Article détaillé| Ouvrages sur l'Amérique précolombienne classés par auteur#Nom de l'auteur}} dans la sous-section Publications de l'article après l'importation des informations bibliographiques dans cette liste.
Note techniqueInsérer le code [[Image:Mesoamerican icon2.svg|20px|Ouvrage de qualité]] à la suite des ouvrages de qualités  
 Insérer le code [[Image:Tecpatl_glyph.svg|15px|Ouvrage de référence]] à la suite des ouvrages référencés 
 Utiliser le modèle {{Ouvrage| titre=| éditeur=| année=| isbn=}} pour compléter cette liste du plus ancien au plus récent.

## B

### Claude-François Baudez
- avec Sydney Picasso, Les Cités perdues des Mayas, Paris, Gallimard, coll. « Découvertes Gallimard / Archéologie » (no 20), 1987, 176 p. (ISBN 978-2-0705-3035-9)

## C

### Michael D. Coe
- La Victoria, An Early Site on the Coast of Guatemala, Papers vol. 53, Peabody Museum of Archaeology and Ethnology, Harvard University, Cambridge, 1961.
- The Maya Scribe and His World, The Grolier Club, New York, 1973.
- In the Land of the Olmec, 2 vols, Michael D. Coe et Richard A. Diehl, University of Texas Press, Austin, 1980.
- Breaking the Maya Code, Thames and Hudson, New York, 1992.
- The True History of Chocolate, Michael D. Coe et Sophie D. Coe, Thames and Hudson, New York, 1996.
- The Art of the Maya Scribe, Michael D. Coe et Justin Kerr, Harry N. Abrams, New York, 1998.
- The Maya, 8th ed., Thames and Hudson, New York, 2011.
- Angkor and the Khmer Civilization, Thames and Hudson, New York, 2003.

## D

### Christian Duverger
- Christian Duverger, L'origine des Aztèques, Éditions du Seuil, 1983 [détail de l’édition]
- La Méso-Amérique, Paris, Flammarion, coll. « Beaux Livres », 28 mai 1999, 478 p. (ISBN 978-2-08-012253-7 et 2080122533).
- Pierres Métisses : L'Art sacré des indiens du Mexique au XVIe siècle, Paris, Éditions du Seuil, coll. « Beaux Livres », 27 mars 2003, 240 p. (ISBN 978-2-02-057817-2 et 2020578174).
- Cortés, Paris, Fayard, coll. « Biographie », 23 mai 2003, 493 p. (ISBN 978-2-213-60902-7 et 2213609020).

### Jean-Paul Duviols
- Les peintures de la voix : Le monde aztèque en images, Paris/Paris, Chandeigne, 11 octobre 2018, 304 p. (ISBN 978-2-36732-172-1)

## G

### Michel Graulich
- Michel Graulich, L'art précolombien, Paris, Flammarion, 1992
- Michel Graulich, Montezuma, Paris, Fayard, 1994.

## M

### Eduardo Matos Moctezuma
- (en) Eduardo Matos Moctezuma, The Great Temple of the Aztecs. Treasures of Tenochtitlan, Londres, Thames & Hudson, 1994.

## N

### Christine Niederberger
- Zohapilco. Cinco milenios de ocupación humana en un sitio lacustre de la Cuenca de México, INAH, Colección « Científica », 1976, México.
- Early Sedentary Economy in the Basin of Mexico, Science, pp. 132-142, American Association for the Advancement of Science, 1979, Washington, D.C.
- Paléo-paysages et archéologie pré-urbaine du Bassin de Mexico, Centre d’études mexicaines et centraméricaines (CEMCA), coll. Études Mésoaméricaines, 2 vols, 1987, México.
- La Méso-Amérique: genèse et premiers développements, In Histoire de l'Humanité 2, Unesco, Paris, 2001

## S

### Jacques Soustelle
- Le Totémisme des Lacandon, Maya Research, Tulane University of Louisiana, New Orleans, 1935.
- Mexique terre indienne, Grasset (1936) 272 pages, 42 photos (réédité en 1995 par Hachette).
- La Famille Otomi-Pame du Mexique central, Paris, Institut d’ethnologie, 1937, ASIN B0000DQXNX, XVI+571 pp.
- La Culture matérielle des indiens Lacandons, thèse complémentaire, Paris, Soc. des américanistes, 1937, 95pp & 7 planches hors-texte (repris dans le Journal de la Société des Américanistes, fasc. 1, 29, pp1-95, 1937).
- Folklore chilien, textes choisis et traduits avec des annotations par Georgette et Jacques Soustelle. Avant-propos de par Jacques Soustelle, Georgette Soustelle, Gabriela Mistral, Institut internat. de coopération intellectuelle, 1938, 231pp.
- Au Mexique, cent soixante dix photographies de Pierre Verge, Hartmann, 1938, 12 pp.
- Mexique, Jacques Soustelle et Pierre Verger, Hartmann, 1949, ASIN B0000DQYOY
- Les Aztèques - à la veille de la conquête espagnole, Hachette "Pluriel", 1955, 318 pp.
- Les quatre soleils : souvenirs et réflexions d’un ethnologue au Mexique, Plon, 1967, 340 pp.
- L’Univers des Aztèques, Hartmann, 1979, 169 pp.
- Les Maya, Flammarion, 1982,  (ISBN 2-08-200446-5), 253 pp.
- L’Anthropologie française et les civilisations autochtones de l’Amérique, Clarendon press, 1989, 16 pp.
- Les Olmèques, Arthaud, 1992,  (ISBN 2-7003-0268-0)
- L’Art du Mexique ancien, Arthaud, 1992,  (ISBN 2-7003-0156-0)
- Mexique, terre indienne, Hachette, 1995,  (ISBN 2-01-235178-6), 268 pp.
- Jacques Soustelle, La vie quotidienne des Aztèques à la veille de la conquête espagnole, Paris, Hachette, 1955, 318 p. [détail de l’édition]
- Les Aztèques", PUF, "que sais-je ?"(1970), 124 pp.